# Adolfo Rubinstein
Adolfo Luis Rubinstein (Buenos Aires, 17 de mayo de 1958) es un médico y político argentino perteneciente al partido Unión Cívica Radical (UCR), entre 2017 y 2018 se desempeñó en el cargo primero como Ministro de Salud  y luego como el único Secretario de Gobierno de Salud Pública de la Nación Argentina — tras una reestructuración dispuesta por el entonces presidente Mauricio Macri, que unificó los ministerios de Salud y Desarrollo Social.

## Biografía

### Formación académica
Se graduó en la Facultad de Medicina de la Universidad de Buenos Aires (1982) jefe de Medicina Familiar y Comunitaria del Hospital Italiano de Buenos Aires.

### Trayectoria profesional
Milito en el radicalismo y en la política de la mano de Ernesto Sanz, cuando compitió en las PASO a presidente del 2015 con Mauricio Macri. En 2015 fue candidato a diputado porteño de la lista Juntos por el Cambio (JxC), Adolfo Rubinstein ocupó el puesto 20 en la lista.
Desde febrero de 2017 hasta octubre de 2017 fue nombrado por decreto de Mauricio Macri como Secretario de Promoción de la Salud, Prevención y Control de Riesgos del Ministerio de Salud de la Nación Argentina durante el mandato de Mauricio Macri En 2019 fue objeto de una denuncia penal por sobreprecios y negociados en un contrato para la compra de una partida de leche en polvo con sobreprecios por un monto superior a 4.5 millones de pesos. Cómo  titular de la Secretaría de Salud durante el macrismo fue denunciado por malversar millones de pesos en el Instituto de Efectividad Clínica y Sanitaria y por manejo irregular de los fondos públicos cercano a los 7 millones de pesos con intención de favorecer a instituciones con las cuales los exfuncionarios se encontraban íntimamente vinculados. En 2018 se abrió una nueva causa judicial contra Rubinstein por contrataciones irregulares por1400 millones de pesos
tras descubrirse un mecanismo ilícito dónde laboratorios cercanos al gobierno ganaban la licitación para la provisión de remedios y una semana después el seecretario de Salud macrista les otorgaba aumentos de un 40% sin cumplir los procedimientos legales.
En los 2018, jefes de las áreas de inmunizaciones de las 23 provincias argentinas suscribieron un documento denunciando la discontinuidad en la provisión de vacunas y materiales descartables que se sufrió durante 2017 y los primeros meses de 2018. El pronunciamiento fue suscrito inclusive por representantes de aquellas provincias en las que gobierna Cambiemos. En 2017 no se contaron con las dosis planificadas para cumplir con la vacunación antimeningocócica cuadrivalente de los niños de tres y cinco meses y de los adolescentes de 11 años; incluso en muchas provincias la vacunación en este grupo etario no se realizó debido a los faltantes.
 En 2023 el diario español Público público la investigación periodística sobre desvío de fondo públicos señalando al exministro acusado de desviar dinero público a su propia fundación que él mismo presidía. se implementaban nuevos recortes de Estado que afectaban a la reducción de ministerios. El desvío de fondos públicos se produjo en medio de fuertes recortes presupuestarios cuando ministerio de Salud fue relegado a Secretaría, incluía una reducción de presupuesto, y una fuerte disminución en la capacidad de compra de medicamentos. Adolfo Rubinstein destinó 7 millones de pesos a su propia fundación. Un centro de abogados acusó a Rubistein de  "haber abusado de su cargo, haciendo pagar o entregar indebidamente una donación o cobrar mayores derechos que los que corresponde a IECS. Posteriormente aparecerían nuevas denuncias por desvío de 200 millones de pesos del Ministerio de Salud a 9 fundaciones fantasmas, cinco de ellas con domicilio en la misma vivienda del ministro.

### Ministro de Salud (2017-2018)
El 31 de octubre de 2017 se anunció su nombramiento como titular del Ministerio de Salud, en reemplazo de Jorge Lemus. En 2020 en una causa paralela se descubre que benefició con 725 millones de pesos a los laboratorios de su socio Eduardo Epstein. En julio de 1993, Adolfo Luis Rubinstein y Eduardo Daniel Epstein conformaron la empresa  “Gestión Médica S.A.” ya cómo Ministro otorgaría decenas de contratos a su propia empresa sin licitación. En su paso por el Hospital Italiano Rubistein nombró como subjefe del hospital al empresario Eduardo Epstein.En 2020 Adolfo Rubinstein, es investigado por “administración fraudulenta” por supuestos sobreprecios en contratos con laboratorios. Antes de ser ministro Adolfo Rubinstein se asoció a Eduardo Daniel Epstein en empresa “Gestión Médica SA”, empresa beneficiada por múltiples contratos públicos durante la gestión de Rubiestein, lo que le valió una denuncia penal por haber por pagado sobreprecios superiores a los 57 millones de pesos a laboratorios, a través de distintas contrataciones entre 2018 y 2019.Más tarde en otra investigación judicial Rubinstein benefició con 725 millones de pesos en otra contratación a los laboratorios de su socio, Eduardo Epstein.
Entre sus primeras medidas se llevó a cabo una desregulación de las obras sociales que ovación que los medicamentos subieran fuertemente por encima de la inflación. Los medicamentos subieron 457% en cuatro años.
En 2017 y 2018 se produjeron faltantes en las dosis planificadas para cumplir con la vacunación contra la meningitis. En agosto de 2018 el Ministerio de Salud anunció que se posponía la aplicación de la vacuna contra la meningitis a los niños a partir de 11 años, que forma parte del calendario obligatorio de vacunación. Los jefes de inmunizaciones de todas las provincias (inclusive las gobernadas por Cambiemos) publicaron un documento denunciando la falta de vacunas y descartables.
Ese año fue denunciado por defraudación a la administración pública al hallarse un esquema de sobreprecios  acuerdo a lo expuesto por los denunciantes, los laboratorios que licitaban en los concursos ofrecían un monto y cuando ganaban la adjudicación del ministerio, el mismo se incrementaba en un 40% con el aval del organismo de salud encabezado por Rubinstein. De acuerdo a aquella denuncia, el perjuicio al estado alcanzaría 1400 millones de pesos.
La entonces Secretaría de Gobierno de Salud comunicó que se trataba de "cuestiones puntuales"
En 2020 la Oficina Anticorrupción denunció a Rubinstein, a su antecesor Lemus y a la mministra de Desarrollo Social Carolina Stanley, tras el hallazgo de cientos de miles de vacunas vencidas durante la gestión macrista, tras descubrirse 600 mil dosis en la Aduana Nacional. En julio de 2019 fue imputado judicialmente por la suspensión unilateral de la aplicación de la vacuna contra el meningococo a los niños y niñas de 11 años de edad.
La Sociedad Argentina de Pediatría (SAP) expresó su preocupación a nivel institucional por la falta de vacunas del Calendario Nacional.  La Sociedad Argentina de Vacunología y Epidemiología, según datos de 2018  informó que al menos tres vacunas del esquema oficial tuvieron un déficit de distribución del 30 %: la antimeningocócica, la vacuna contra el HPV y la triple bacteriana acelular y entregas tardías en las partidas de las vacunas antigripal, triple viral, y las que combaten el rotavirus, la hepatitis A y la varicela. En el caso de la vacuna para la hepatitis A, en 2016 se adquirieron 880 000 dosis, y en 2018 sólo 401 000, y la vacuna para la Hepatitis B pasó de 715 939 en 2016 a 300 000 en 2018.
Dos años después el Ministerio de Salud de la Nación denunció que encontró alrededor de 4 millones de dosis vencidas de diferentes vacunas almacenadas en un depósito. que en un comunicado declaró que la compra de insumos durante los tres años de gestión habían sido "acorde a las necesidades de cobertura de la población objetivo y de acuerdo a las recomendaciones de los expertos."
El responsable del Departamento de Inmunizaciones del Ministerio de Desarrollo Humano de Formosa, Julio Arroyo declaró que:

“No solo no estamos recibiendo la vacuna contra la meningitis sino también estamos con escasez de vacuna salk, contra la poliomielitis, y la vacuna rotavirus, que se incorporó en el 2015. Esto es una catástrofe sin precedentes porque no contar con vacunas del calendario es exponer a la población a enfermedades que se pueden prevenir con estas vacunas.”
Julio Arroyo

En marzo de 2018 se registró el primer caso autóctono de sarampión en 18 años.  La enfermedad había sido erradicada del país en el año 2000.
El Ministerio debió afrontar recortes presupuestarios. Según un informe de la Fundación Soberanía Sanitaria el presupuesto 2019 tuvo un recorte del 8,1 % en términos reales con respecto a 2018, con fuertes reducciones en programas como Atención de la Madre y el Niño, Desarrollo de Estrategias en Salud Familiar y Comunitaria, Prevención y Control de Enfermedades Endémicas como Chagas, dengue y fiebre amarilla, Cobertura de Emergencias Sanitarias y Prevención y Control de Enfermedades Crónicas no Transmisibles. En 2019 fueron halladas dos millones y medio de vacunas antigripales en un frigorífico porteño propiedad de uno de los aportantes a la campaña del PRO en 2011 y 2015 investigándose una posible red de desvío de vacunas públicas gratuitas a farmacias privadas.
El 31 de mayo de 2018 asistió a la decimoquinta jornada de debate por la legalización del aborto en Argentina en el 15.º plenario de comisiones del Congreso de la Nación manifestando su posición a favor del aborto. “La salud pública tiene un rol fundamental en el debate, la despenalización es un tema prioritario en la agenda pública. Durante su paso por la secretaria Rubinstein benefició por con 199 millones a laboratorios privados de su propiedad en su paso como secretario de Salud
en el último tramo de su gestión, los benefició por 199 millones en renegociaciones de contratos que investiga la justicia.

### Secretario de Gobierno de Salud (2018-2019)
El 3 de septiembre de 2018, el presidente Mauricio Macri anunció una reducción de su Gabinete de Ministros, pasando de tener 22 ministerios a 11, por tal razón se unifica el Ministerio de Salud con el Ministerio de Desarrollo Social. Tras esta fusión, el área de salud pasó a ser una Secretaría de Estado bajo la órbita del nuevo Ministerio de Salud y Desarrollo Social, dirigido por la Dra. Carolina Stanley.
En noviembre de 2019 la secretaría de Salud a cargo de Rubinstein publicó una actualización del protocolo de Interrupción Legal del Embarazo (ILE). La misma fue anulada por el presidente Macri quien declaró que "fue una decisión unilateral y eso está mal, por eso, sin discutir el fondo de la cuestión, anulamos por decreto lo que había hecho". A causa de la derogación de la resolución Rubinstein presentó su renuncia al cargo el 22 de noviembre, la que fue aceptada por el presidente. En su carta de renuncia el secretario expresó:

La derogación del protocolo en el día de la fecha me obliga a renunciar indeclinablemente a mi cargo de Secretario de Gobierno de salud de la Nación ya que durante toda mi gestión tuve como una de mis máximas prioridades tanto la protección como la ampliación de derechos de las mujeres, niñas, adolescentes, las personas con capacidad de gestar y la comunidad LGBTTIQ+".
Adolfo Rubinstein

La salida de Rubinstein abrió un conflicto interno en Cambiemos entre el macrismo y sus aliados radicales, que defendieron al ex secretario. Antes de renunciar promulgó la resolución 3159/2019 que aprobó el 100% de cobertura de tratamientos hormonales para cambiar de sexo.
A principios de 2020, la gestión de Ginés González García al frente del Ministerio de Salud anunció que se habían encontrado 12.4 millones dosis de vacunas abandonadas en la Aduana por la gestión de Rubinstein. Según las fuentes oficiales "el costo de las dosis se estima en 1400 millones de pesos mientras que el costo derivado del almacenamiento desde 2015 y la destrucción rondan los 19 millones de pesos" entre el costo total de las vacunas no entregadas que fueron halladas en un frigorífico porteño propiedad de uno de los aportantes a la campaña del Pro en 2011 y 2015. 
Investigaciones periodísticas posteriores a su renuncia mostraron que durante su gestión se benefició con compras millonarias a la firma Gestión Médica SA  cuyos dueños eran Adolfo Luis Rubinstein y Eduardo Daniel Epstein. Otra firma de Epstein, el Laboratorio LKM, le facturó al estado más de 725 millones de pesos durante su gestión.